# Dalbergia suaresensis
Dalbergia suaresensis är en ärtväxtart som beskrevs av Henri Ernest Baillon. Dalbergia suaresensis ingår i släktet Dalbergia, och familjen ärtväxter. IUCN kategoriserar arten globalt som starkt hotad. Inga underarter finns listade i Catalogue of Life.